# Megophrys serchhipii
Megophrys serchhipii es una especie de anfibio anuro de la familia Megophryidae.

## Distribución geográfica
Esta especie es endémica del estado de Mizoram en el noreste de la India. Habita a unos 880 m de altitud.

## Etimología
Esta especie se nombra en referencia a la ubicación de su descubrimiento, el distrito de Serchhip.

## Publicación original
- Mathew & Sen, 2007 : Description of two new species of Xenophrys (Amphibia: Anura: Megophryidae) from north-east India. Cobra, vol. 1, n.º 2, p. 18-28.[4]